# Grekisk mytologi i populärkulturen

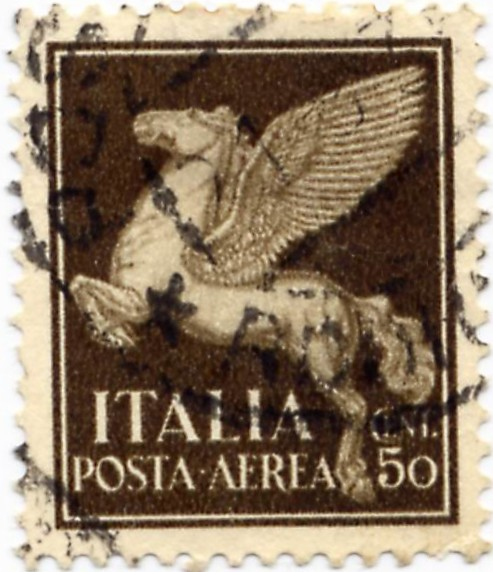
Pegasos på ett frimärke för flygpost från 1930.

Delar av den grekiska mytologin har dykt upp många gånger inom kultur och populärkultur.

## Film
Den animerade Disneyfilmen Hercules från 1997 är baserad på olika delar ur den grekiska mytologin. I filmen möter Zeus son Hercules figurer som Hades, Medusa och kentaurer. Hercules är dock egentligen det romerska namnet, motsvarande person inom den grekiska mytologin heter Herakles.
Filmåret 2010 bestod av många filmer med grekiska gudar i fokus. Bland de bioaktuella titlarna det året kan nämnas Clash of the Titans och Percy Jackson och kampen om åskviggen.

## Geografi

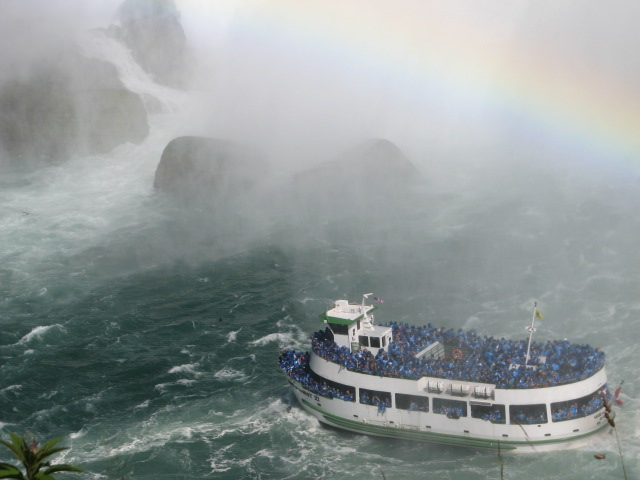
Det är inte ovanligt att se en regnbåge vid Niagarafallen.

Brudslöjefallen är en del av Niagarafallen och gick tidigare under namnet Irisfallen. Iris var inom den grekiska mytologin regnbågens gudinna.

## Vetenskap och teknik
Många himlakroppar har blivit uppkallade efter figurer ur den grekiska mytologin. Stjärnbilden Skorpionen representerar exempelvis den skorpion som attackerade och dödade Orion. Den 31 maj 1929 upptäcktes en ny asteroid i huvudbältet som fick namnet 1108 Demeter, efter den grekiska fruktbarhets- och skördegudinnan.
Det amerikanska Apolloprogrammet hade som mål att sätta astronauter på månen och uppkallades efter guden Apollon. Han var känd som en skicklig pilbågsskytt som aldrig missade sitt mål.
Den trojanska hästen är en central del i legenden om det trojanska kriget - där grekerna gömmer sig i en gigantisk trähäst för att ta sig innanför murarna. Den har fått ge namn åt ett datorprogram som uppger sig för att vara någonting användaren vill ha men i själva verket används till exempelvis spionage, bedrägeri eller hackerattacker.